# Acer carpinifolium
Érable à feuilles de charme
Espèce
Classification phylogénétique
L'Érable à feuilles de charme (Acer carpinifolium) est une espèce de plantes à fleurs de la famille des Sapindaceae. C'est un érables originaire du Japon.

## Galerie

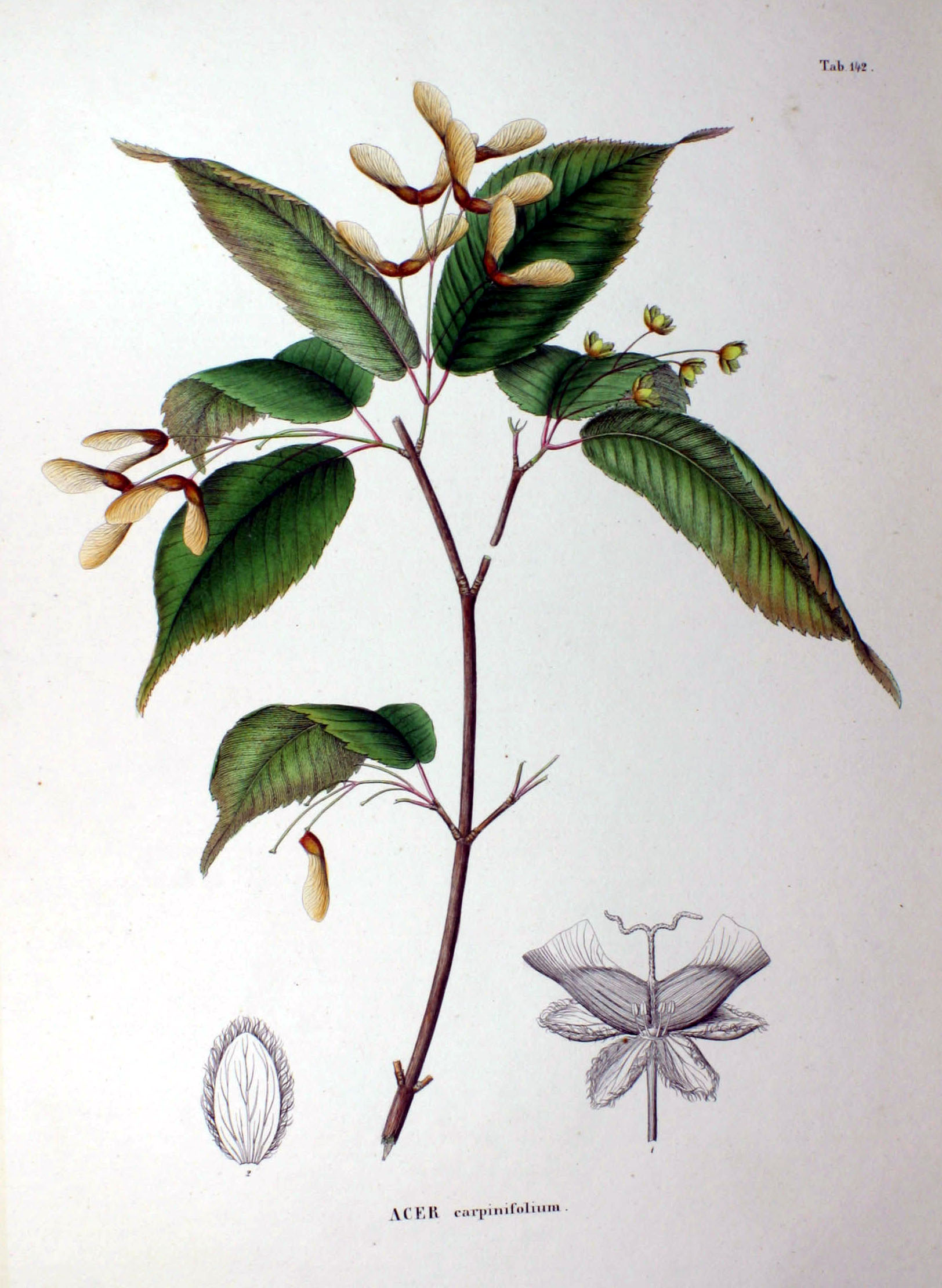
Feuilles et fruit d'un Acer carpinifolium.
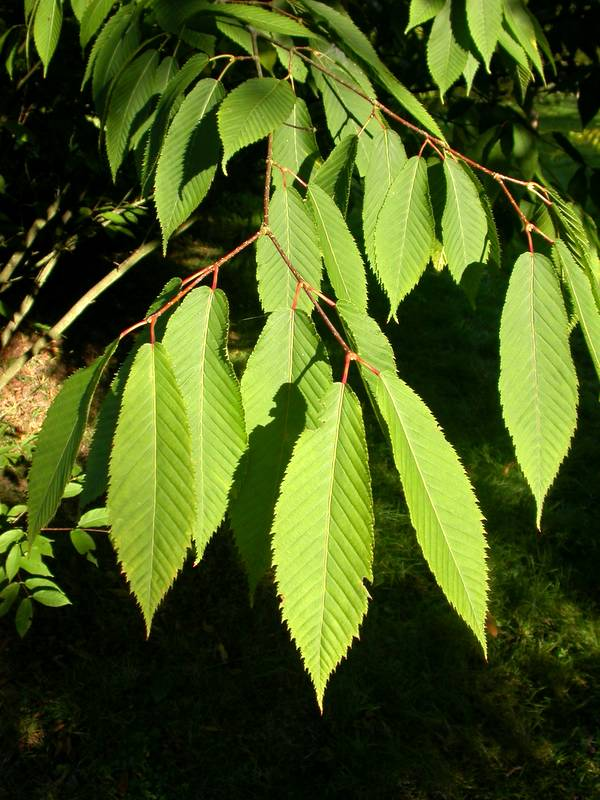
Feuilles d'un érable à feuilles de charme.